# Plaza del Sembrador
La plaza del Sembrador, también conocida como glorieta El Sembrador, es una plaza central de la ciudad española de Albacete.

## Toponimia
La plaza recibe su nombre por la presencia del monumento de El Sembrador, escultura inaugurada en 1983 que representa a un campesino echando el grano en plena siembra, obra del escultor Antonio Navarro.

## Situación
Está situada en la confluencia de las calles paseo de la Libertad, paseo de la Cuba, Alcalde Conangla, Alcalde José María de Miguel, Alcalde Martínez de la Ossa y avenida de la Estación, en pleno centro de la capital albaceteña. En torno a ella se articulan los barrios Centro, Polígono San Antón y San Antonio Abad.

## Lugares de interés

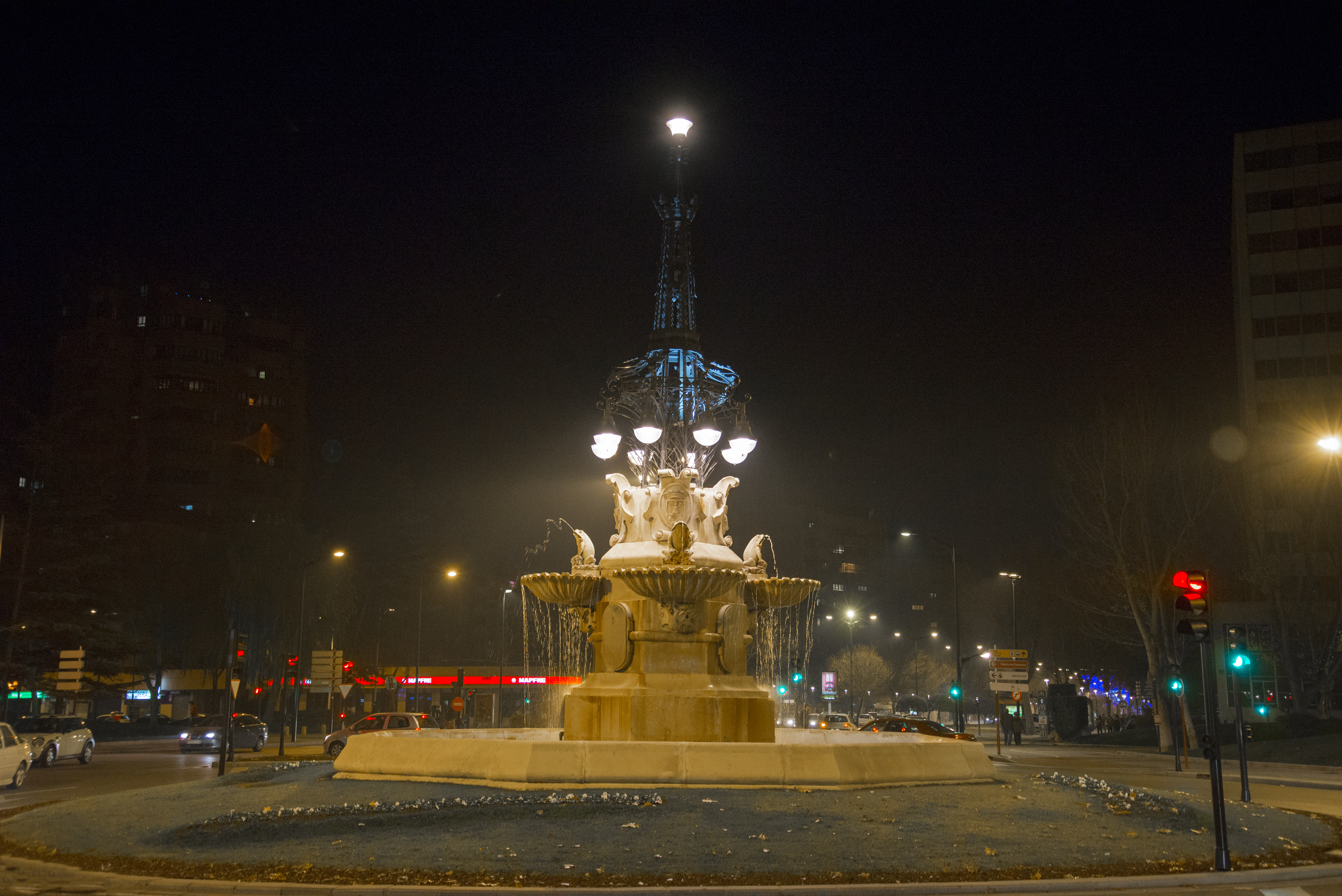
Vista nocturna de la fuente de las Ranas de la plaza del Sembrador

Además de El Sembrador, otros lugares de interés son la fuente de las Ranas, inaugurada en 1916, que recibe su nombre por las cuatro ranas que la adornan, entre otros elementos; la fuente Niño de la Oca, en la que un niño sujeta a una oca en el interior de un estanque, reproducción de la escultura clásica helenista de Boeto de Calcedonia; el Parque Lineal de Albacete, con más de 3 km de longitud, a su paso por la plaza, donde se corta en dos para darle cabida; la Torre de la Consejería de Educación, rascacielos de 13 plantas que alberga la sede de la Consejería de Educación, Cultura y Deporte de la Junta de Comunidades de Castilla-La Mancha; o el Hotel Castilla.
Al sureste se ubica una explanada ajardinada. Bajo la plaza se sitúa el aparcamiento subterráneo El Sembrador, con 295 plazas.